# Стрељаштво на Летњим олимпијским играма 1896.
На Олимпијским играма 1896. такмичење у стрељаштву одржано је на новоизграђеном стрелишту у предграђу Атине Калатеи. Такмичење које је припремио и организовао Пододбор МОКа за стрељаштво, одвијало се у пет дисциплина. Учествовао је 61 такмичар из седам земаља.

## Земље учеснице
- Данска (3)
- Француска (1)
- Уједињено Краљевство (2)
- Грчка (50)
- Италија (1)
- Швајцарска (1)
- САД (3)

## Освајачи медаља
Ове медаље МОК је доделио ретроактивно. У време игара, победници су добијали сребрну медаљу и остала места нису добијали никакву награду.
| Дисциплина                     |                           | Резултат |                        | Резултат |                         | Резултат  |
| Војничка пушка детаљи          | Пантелис Карасевдас Грчка | 2.350    | Павлос Павлидис Грчка  | 1.978    | Николаос Трикупис Грчка | 1.713     |
| Пушка слободног избора детаљи  | Јоргос Орфанидис Грчка    | 1.583    | Јоанис Франгудис Грчка | 1.312    | Виго Јенсен · Данска    | 1.305     |
| Војнички пиштољ детаљи         | Џон Пејн САД              | 442      | Самнер Пејн САД        | 380      | Николаос Моракис Грчка  | 205       |
| Пиштољ брза паљба детаљи       | Јоанис Франгудис Грчка    | 344      | Јоргос Орфанидис Грчка | 249      | Холгер Нилсен · Данска  | непознато |
| Пиштољ слободног избора детаљи | Самнер Пејн САД           | 442      | Холгер Нилсен · Данска | 285      | Јоанис Франгудис Грчка  | непознат  |

## Биланс медаља
|   | Држава     |   |   |   |    |
| - | ---------- | - | - | - | -- |
| 1 | Грчка      | 3 | 3 | 3 | 9  |
| 2 | САД        | 2 | 1 | 0 | 3  |
| 3 | Данска     | 0 | 1 | 2 | 3  |
|   | Укупно (3) | 5 | 5 | 5 | 15 |

Француска, Уједињено Краљевство, Италија, и Швајцарска иако су учествовали у такмичењу нису освојили медаље.